# Warlords II
Warlords II est un jeu vidéo de stratégie tour par tour développé et publié par Strategic Studies Group en 1993. Le jeu fait suite à Warlords publié en 1989 et se déroule dans le monde médiéval-fantastique d'Etheria dans lequel s'affronte huit seigneurs de guerre. Comme dans le jeu original, chaque joueur dispose au départ d'un héros et d'une ville. Les héros commandent des armées et peuvent parcourir le pays pour conquérir de nouvelles cités, ces dernières permettant de produire différents types d'unités.  Le jeu se distingue de son prédécesseur par l'importance accrue des héros qui peuvent maintenant gagner de l'expérience et accomplir des quêtes. Le jeu introduit également de nouvelles unités et de nouvelles cartes.
À sa sortie, Warlords II est très bien accueilli par la presse spécialisée notamment pour son système de jeu et au défi stratégique qu'il représente. Le jeu a fait l'objet de deux suites : Warlords III: Reign of Heroes en 1997 puis Warlords IV: Heroes of Etheria en 2003. Une série de jeux de stratégie en temps réel inspirée de l'univers du jeu – baptisée Warlords Battlecry - a également été publiée à partir de 2000.

## Trame
Le scénario du jeu commence dans le monde médiéval-fantastique d'Illuria dans lequel se déroule l'action de Warlords.  Après les événements décrits dans ce dernier, le monde  connaît une période de tranquillité. Bien que l'absence de guerre soit populaire auprès des masses, les seigneurs de guerre du pays ne tardent pas à s'ennuyer. Réalisant que ces seigneurs pourraient à nouveau faire basculer le pays dans la guerre, les sages d'Illuria décident de lancer un puissant sort transférant les seigneurs de guerre et leurs troupes dans un nouveau monde baptisé Etheria afin qu'ils puissent assouvir leur besoin de conquête. Le joueur incarne un seigneur de guerre affrontant sept adversaires et dont l'objectif est de conquérir ce nouveau monde

## Système de jeu
Warlords II est un jeu de stratégie au tour par tour permettant au joueur d'incarner une des huit seigneurs de guerre disponible dans le jeu. Chaque joueur dispose au départ d'un héros et d'une ville. Les héros commandent des armées et peuvent parcourir le pays pour conquérir de nouvelles cités, ces dernières permettant de produire différents types d'unités. Le jeu se distingue d'abord de Warlords par l'importance accrue des héros qui peuvent maintenant gagner de l'expérience lorsqu'ils vainquent une armée ou capturent une ville. Cette expérience leur permet de gagner des niveaux, le passage à un niveau supérieur augmentant leur puissance au combat et leur vitesse de déplacement. Warlords II introduit également un système de quêtes. Ainsi, lorsqu'un héros se rend dans un temple, il se ainsi voit attribué un objectif lui permettant de gagner de l'expérience.
Warlords II se distingue également de son prédécesseur par la plus grande variété des unités disponibles et par l'importance accrue de l'or. En plus de permettre d'acquérir des unités et des mercenaires, l'or permet en effet d'augmenter la capacité et la diversité de production des cités,. Comme dans le jeu original, toutes les unités peuvent être utilisées pour attaquer, défendre ou explorer. Chacune d'elles possèdent cependant des caractéristiques qui lui sont propres et qui définissent son efficacité dans ces domaines.
Enfin, le jeu se distingue également de son prédécesseur par l'introduction d'un système de diplomatie et par la variété des cartes disponibles. Six cartes prédéfinies sont en effet disponibles dans le jeu, contre une seule dans Warlords, de nouvelles cartes pouvant également être générées aléatoirement à partir de paramètres définis par le joueur,.

## Développement
Le succès critique et commercial de Warlords, publié par Strategic Studies Group en 1989, pousse Steve Fawkner à quitter son travail de programmeur chez BHP Billiton pour se consacrer au développement d’une suite. Il reste cependant à Melbourne et est isolé du reste de l’équipe de SSG basé à Sydney, soit à plus de 500 miles de chez lui. Il passe donc ses journées chez lui à programmer le jeu et ses seuls contacts avec ses collègues se font donc par téléphone. Pendant cette période, de nombreux fans du premier jeu lui écrivent pour lui suggérer des améliorations. Avec l’aide de SSG, il implémente la plupart de ces idées dans Warlords II mais ne tarde pas à regretter cette décision. Le résultat est en effet un énorme gâchis de fonctionnalité en tout genre. Le jeu sort finalement en 1993 et intègre notamment un éditeur de carte.

## Versions
En plus des versions PC et Macintosh publiées respectivement en 1993 et 1994, le jeu a été publié en version Deluxe en 1995.

## Accueil
| Warlords II           |      |       |
| Média                 | Nat. | Notes |
| AllGame               | US   | 4.5/5 |
| Computer Gaming World | US   | 3.5/5 |
| Gen4                  | FR   | 84 %  |

## Postérité
Warlords II est suivi en 1997 d’un troisième volet, Warlords III: Reign of Heroes, également développé par Strategic Studies Group et publié par Red Orb Entertainment. Steve Fawkner se lance ensuite dans un nouveau projet : un jeu de stratégie en temps réel incorporant des héros et des éléments de jeu de rôle et baptisé Warlords Battlecry. Le succès de celui-ci donne à Steve Fawkner l’impulsion nécessaire pour quitter SSG et fonder son propre studio, Infinite Interactive, en 2003. SSG développe tout de même un quatrième Warlords, Warlords IV: Heroes of Etheria, mais Ubisoft n’est pas satisfait de la direction prise par le jeu. L’éditeur confie alors son développement à Steve Fawkner et à son studio mais ne lui laisse que six mois pour le terminer. Publié en 2003, celui-ci ne rencontre pas un succès critique à la hauteur des précédents titres de la série.